# Клімат Пермського краю
Клімат Пермського краю помірно-континентальний. Зима сніжна, тривала; літо помірно-тепле; більшість атмосферних опадів випадає впродовж теплого півріччя. Середньорічна температура повітря коливається від 0 °C на півночі до +2 °C на півдні Пермського краю, а на північному сході краю (в гірській місцевості) середньорічна температура становить нижче 0 °C . Річна норма опадів становить від 410-450 мм на південному заході краю до 1000 мм на крайньому північному сході краю.
У Пермському краї (Комі-Перм'яцький округ), райони: Гайнський, Косинський, Кочевський прирівняні до районів Крайньої Півночі.

## Загальна характеристика
Кліматичні умови Пермського краю визначаються впливом західного переносу повітряних мас. Значно впливають особливості рельєфу: внаслідок бар'єрного впливу Уральських гір на сході і на північному сході Пермського краю середньорічні температури повітря трохи нижчі, ніж на тій самій широті на заході території, і випадає значно більше опадів.

## Характеристика сезонів року

### Зима

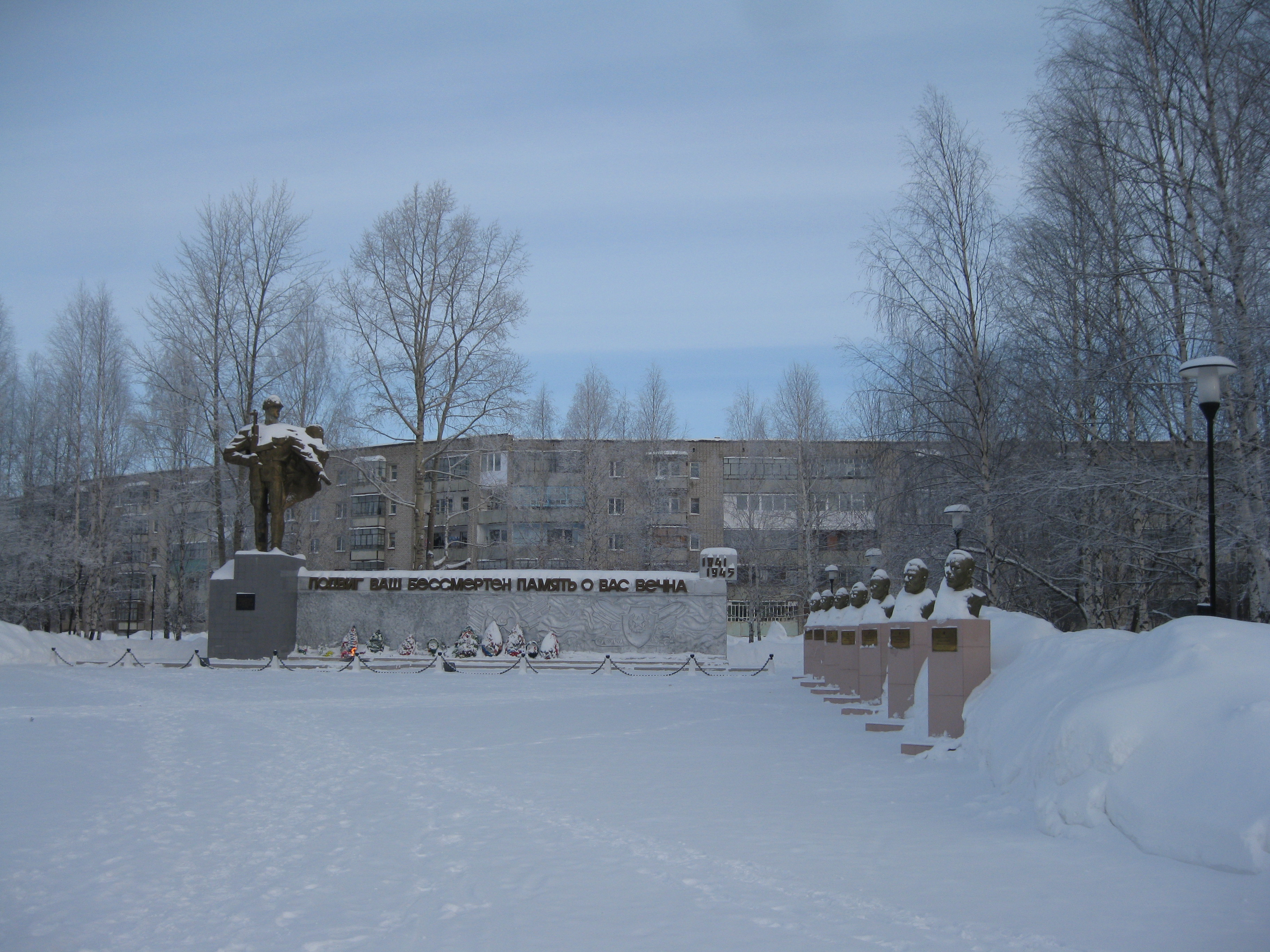
Площа Перемоги в місті Чорнушка (південь Пермського краю) 26 грудня 2010.

Зима тривала, сніговий покрив встановлюється наприкінці жовтня - на початку листопада і тримається до третьої декади квітня, тобто в середньому 170-190 днів на рік. Погоду взимку в Пермському краї формує західний відріг азійського антициклону. Товщина сніжного покриву до березня сягає 80-90 см на півночі і 60-70 см на півдні краю . Середня температура січня на північному сході Пермського краю становить - 18,5 ° C, а на південному заході - 15 ° C . Абсолютний мінімум температури досягнув - 53 °C . Взимку на території Пермського краю переважають вітри південних і південно-західних напрямків. Протягом всіх зимових місяців можливі й відлиги, що викликані найчастіше адвекцією теплого повітря з Атлантики.
Абсолютний мінімум температури січня в Пермі зафіксовано 31 грудня 1978: - 47 ° C, а максимум 20 січня 2007: +4,3 ° C
| Висота сніжного покриву в Пермі, см | Висота сніжного покриву в Пермі, см | Висота сніжного покриву в Пермі, см | Висота сніжного покриву в Пермі, см | Висота сніжного покриву в Пермі, см | Висота сніжного покриву в Пермі, см | Висота сніжного покриву в Пермі, см | Висота сніжного покриву в Пермі, см | Висота сніжного покриву в Пермі, см | Висота сніжного покриву в Пермі, см | Висота сніжного покриву в Пермі, см | Висота сніжного покриву в Пермі, см | Висота сніжного покриву в Пермі, см |
| Місяць                              | Січ                                 | Лют                                 | Бер                                 | Кві                                 | Тра                                 | Чер                                 | Лип                                 | Сер                                 | Вер                                 | Жов                                 | Лис                                 | Гру                                 |
| ----------------------------------- | ----------------------------------- | ----------------------------------- | ----------------------------------- | ----------------------------------- | ----------------------------------- | ----------------------------------- | ----------------------------------- | ----------------------------------- | ----------------------------------- | ----------------------------------- | ----------------------------------- | ----------------------------------- |
| Середня                             | 48                                  | 61                                  | 60                                  | 19                                  | 0                                   | 0                                   | 0                                   | 0                                   | 0                                   | 2                                   | 12                                  | 30                                  |
| Максимальна                         | 92                                  | 111                                 | 107                                 | 111                                 | 24                                  | 0                                   | 0                                   | 0                                   | 17                                  | 22                                  | 45                                  | 98                                  |

### Весна

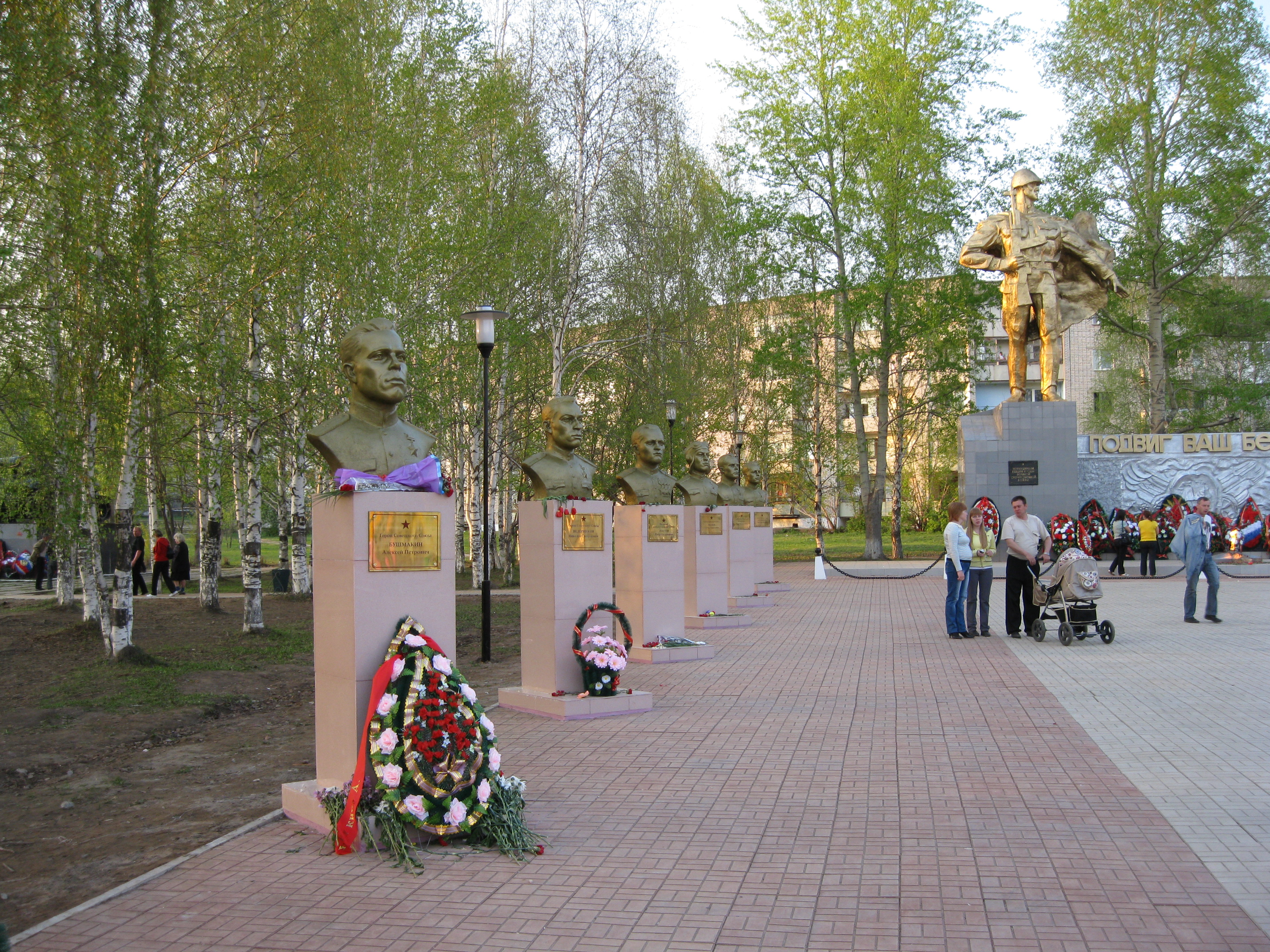
Площа Перемоги в місті Чорнушка (південь Пермського краю) 9 травня 2010 року.

Весна характеризується нестійкою погодою з різкими коливаннями температури повітря (на початку квітня можливі температури до - 25 °C, а наприкінці квітня до + 25 °C). У травні - квітні зафіксовані максимальні протягом року середні швидкості вітру, які перевищують 10 м/с. Активне сніготанення і перехід температури повітря через 0 °C починається зазвичай у першій декаді квітня. У травні часто трапляються сильні заморозки до -5 ° і встановлення тимчасового снігового покриву .

### Літо
Літо помірно-тепле, найтеплішим і найбільш сонячним (у середньому 276 годин сонячної погоди) місяцем є липень . Середня температура липня на північному сході Пермського краю становить + 15 °C, а на південному заході + 18,5 °C. Абсолютний максимум температури досягнув + 38 °C . Влітку на території Пермського краю переважають вітри північних напрямків. Влітку випадає до 40% всієї річної суми опадів .
Тривалість вегетаційного періоду (з температурою понад + 5 °C) становить 145-165 днів, безморозного періоду (температури вищі від + 0 °C) - 93-152 дні (у середньому 118 днів), а тривалість періоду з середньодобовими температурами повітря вищими від + 10 °C становить близько 120 днів .

### Осінь
Осінь починається пониженням температури, збільшенням числа хмарних і дощових днів. Восени погоду зазвичай формують циклони. Середні дати першого заморозків міняються залежно від місцевості: від 29 серпня (Тулпан) до 20 вересня (Ножівка). У третій декаді жовтня відбувається перехід середньодобової температури повітря через 0 °C. Тимчасовий сніговий покрив зазвичай формується в жовтні, але буває що й у другій декаді вересня. Середні дати появи тимчасового снігового покриву коливаються від 6 жовтня (у передгір'ях) до 18 жовтня (на півдні).
Майже щороку буває бабине літо, для якого характерна ясна, тепла і суха погода з температурами до + 20 °C. Воно обумовлене проходженням антициклонів із заходу на схід .
У другій половині листопада встановлюється зимовий характер погоди і температура повітря опускається нижче -5 °C, серед несприятливих і небезпечних явищ в цей час найчастіше бувають сильні снігопади, а наприкінці місяця можливе похолодання до -35 °C.

## Мезоклімати
У Пермському краї зустрічаються мезоклімати (місцеві клімати) міста, великих водоймищ, піднесених і низинних ландшафтів. У Пермі існує міський мезоклімат з наступними особливостями: впродовж усього року температура повітря в центральній частині міста на 0,5 - 1 ° C вища від околиць; зафіксовано меншу кількість днів з сильними вітрами (понад 15 м/с). Мезоклімат великих водоймищ має вищу температуру повітря (на 4-5 °C) при різких короткочасних похолоданнях, а навесні після льодоходу знижені температури (до 2 °C) в прибережній зоні. Для мезоклімату високогір'їв характерні інтенсивніші опади, вищі швидкості вітрів і нижчі літні та зимові температури.

## Небезпечні метеорологічні явища
Небезпечні метеорологічні явища трапляються досить часто. За рік буває 20 - 30 випадків небезпечних метеорологічних явищ, більшість з яких це весняні та осінні заморозки, до 5 - 7 разів на рік бувають сильні зливи і шквали . Тумани на території Пермського краю трапляються протягом року, але найчастіше в липні - жовтні, а в районі Полюдова Каменя налічується до 195 туманних днів на рік. Грози трапляються частіше влітку, але бувають і взимку.
Для Пермського краю, що не захищений від вторгнень арктичного повітря, характерні різкі похолодання і снігопади протягом вегетаційного періоду, за двадцять років відзначено чотири випадки пізніх снігопадів з встановленням снігового покриву на великій території, які завдали значної шкоди: 21-22 травня 1993 року, 5-6 червня 1995 року, 23-24 травня 1996 року і в останній декада травня 2002.
Сильна спека рідко буває в Пермському краї, за період від 1981 до 2012 року зафіксовано 26 днів з температурою понад + 35 °C, з них 11 днів в липні 2010 року. Абсолютний максимум у Пермському краї зафіксовано 30 липня 2010 року у Верещагіно: + 38,2 °C .
В липні 2014 року середньомісячна температура повітря в Пермі становила 14,4 °C (норма 18,6 °C), вперше після 1926 року, і випало 105 мм опадів (норма 70 мм опадів) .

## Гідрометеорологічна служба
Перші метеорологічні спостереження почали проводити в Пермі 1832 року і до 1881 року їх здійснювали з перервами, а від 1881 постійно. Їх вів Ф. М. Панаєв до своєї смерті в 1932 році. Дані метеорологічних спостережень від 1882 року зберігаються в ВНДІГМІ-СЦД. Від 1847 року проводяться метеоспостереження в Чердині (від 1883 року постійна метеостанція); за іншими даними чердинська метеостанція заснована в 1877 році й стала однією з перших на північному сході Росії. У 1895-1900 роках проходили метеоспостереження на посту Сайгатка (від 1958 року - станція Чайковський). Загалом станом на 2014 рік в Пермському краї працюють 25 метеорологічних станцій .